# المزرعة (ينبع النخل)
المزرعة، قرية من قرى ينبع النخل في محافظة ينبع والتابعة لمنطقة المدينة المنورة في السعودية، تبعد عن المدينة المنورة () كم، وعن ينبع النخل () كم. ويسكنها الأشراف من ذوي عبد الله وذوي فايز.